# Alyson Michalka
Alyson Michalka sinh ngày 25 tháng 3 năm 1989 tại Torrance, California, Mỹ. Thường được gọi là Aly (cho ngắn). Cô là 1 ca sĩ kiêm diễn viên tài năng. Vai diễn được biết đến nhất của cô là vai Keely trong 'Phil of the future' (Disney), đóng cùng Ricky Ullman và Brenda Song. Ngoài ra, Aly còn là thành viên của nhóm nhạc hai chị em Aly & Aj.

## Sự nghiệp
Về đóng phim, Aly chưa tham gia nhiều lắm, cô mới chỉ có vài bộ phim đóng vai chính:
- Now You See It...(2005) - Allyson Miller
- Cow Belles (2006) - Taylor Callum
- Super Sweet 16: The Movie (2007) - Taylor Tiara

Còn trong lĩnh vực ca hát, Aly rất nổi trội.Cô và em gái Amanda Michalka đã cho ra mắt 3 album:
- Into The Rush (16/8/2005)
- Insomniatic
- Acoustic Hearts of Winter

Bài hát "Potential Break-Up Song" của Aly & Aj đã đứng trong top MTV một thời gian dài.

## Các chương trình
Fox & Friends (2007)
Live with Regis and Kelly (2007)
Punk'd (2007)
MTV Cribs (2006)
The Megan Mullally Show (2006)
Live with Regis and Kelly (2006)
America's Got Talent (2006)
Good Morning America (2006)
Total Request Live (2006)
TMI CBBC Saturday Morning TV Show 